# كريستوفر هوليس
كريستوفر هوليس (بالإنجليزية: Christopher Hollis)‏ هو سياسي بريطاني (وحمل سابقاً جنسية المملكة المتحدة لبريطانيا العظمى وأيرلندا)، ولد في 2 ديسمبر 1902، وتوفي في 5 مايو 1977. حزبياً، نشط في حزب المحافظين. في الانتخابات العامة في المملكة المتحدة 1945 ‏، انتخب عضو برلمان المملكة المتحدة الـ38 عن دائرة ديفايزيس (5 يوليو 1945 – 3 فبراير 1950) وفي الانتخابات العامة في المملكة المتحدة 1950 ‏، انتخب عضو برلمان المملكة المتحدة الـ39 عن دائرة ديفايزيس (23 فبراير 1950 – 5 أكتوبر 1951) وفي الانتخابات العامة في المملكة المتحدة 1951 ‏، انتخب عضو برلمان المملكة المتحدة الـ40 عن دائرة ديفايزيس (25 أكتوبر 1951 – 6 مايو 1955).